# Російсько-японська конвенція (1912)
Секретна російсько-японська конвенція 1912 р. – угода підписана в Санкт-Петербурзі 25 червня (8 липня) С. Д. Сазоновим з боку Росії та Ітіро Мотоно з боку Японії в розвиток російсько-японських угод 1907 і 1910. 
Послаблення влади центрального уряду Китаю значно активізувало експансіоністські тенденції в політиці західних держав. Утворення англо-франко-американо-німецького консорціуму загрожувало інтересам як Росії так і Японії. Революція 1911 у Китаї й оголошення Зовнішньою Монголією своєї автономії від Китаю підсилили прагнення Японії включити в сферу свого впливу Внутрішню Монголію (Японія побоювався приєднання Внутрішньої Монголії до Зовнішньої Монголії).
У січні 1912 Японія запропонувала Росії установити нову лінію розділу російської і японської сфер впливу по дорозі Калган – Урга. Росія відкинула цей проект, тому що він включав у японську сферу шляхи, по яких йшла російська торгівля з Китаєм. В остаточному підсумку була прийнята пропозиція російського уряду: демаркаційна лінія в Маньчжурії продовжувалася від перетину річки Толахе з 122-м меридіаном східної довготи до вододілу між ріками Мушіш і Халдайтай, а звідти – по кордону Хейлунцзянської провінції і Внутрішньої Монголії до крайнього пункту кордону між Внутрішньою і Зовнішньою Монголією. Внутрішня Монголія (ст. 2) була розділена по пекінському меридіану на східну (японську) і західну (російську) сфери впливу. Конвенція підтверджувала взаємні зобов’язання Росії і Японії не порушувати “спеціальних інтересів” один одного в їхніх сферах впливу.